# Пета-
 Тази статия е за десетичната представка.  За задната част на ходилото вижте Пета.  
пѐта (на старогръцки: πέντε) е десетична представка от системата SI, въведена през 1975 г. Означава се с P и означава умножение с 1015 (1 000 000 000 000 000, един квадрилион).
Например: 2 PB = 2 × 1015 B = 2 000 000 000 000 000 B = 2 милиона GB